# Oggy a švábi
Oggy a švábi, též Oggy a škodíci (ve francouzském originále Oggy et les Cafards) je francouzský animovaný seriál z roku 1998 produkovaný společností Gaumont Film Company. Seriál má aktuálně 501 epizod, jednotlivé epizody mají délku přibližně 7 minut.
Jména švábů jsou křestní jména některých členů kapely The Ramones, což má být pocta tvůrců tohoto seriálu této punkové legendě. Přehlídka se koná dál TV Nova, TV Nova 2, a TV Nova Gold

## Postavy
- Oggy – dobrosrdečný tlustý kocour, který nemá rád nic jiného, než dobré jídlo a válení se u televize
- DeeDee – tlustý a zábavný šváb
- Marky – vysoký šváb a milovník žen
- Joey – chytrý nejstarší šváb, mozek každé operace, která má uškodit Oggymu, je šéfem Markyho a DeeDeeho
- Jack – bratranec Oggyho
- Monica - Oggyho sestra
- Olivia - přítelkyně a sousedka od Oggyho
- Bob - bůldok, Oggyho soused